# Caecilia orientalis
Caecilia orientalis е вид безкрако земноводно от семейство Caeciliidae. Видът не е застрашен от изчезване.

## Разпространение
Разпространен е в Еквадор и Колумбия.